# Tubercithorax
Tubercithorax este un gen de păianjeni din familia Linyphiidae.
Cladograma conform Catalogue of Life:
| Tubercithorax | \| \| Tubercithorax furcifer \| \| \| \| \| \| Tubercithorax subarcticus \| \| \| \| |
|               | \| \| Tubercithorax furcifer \| \| \| \| \| \| Tubercithorax subarcticus \| \| \| \| |
|               | Tubercithorax furcifer                                                               |
|               |                                                                                      |
|               | Tubercithorax subarcticus                                                            |
|               |                                                                                      |